# Liga de fútbol del Atlántico
La Liga de fútbol del Atlántico es la entidad encargada de promover los torneos de fútbol aficionado y juvenil en el departamento del Atlántico, además del Futsal FIFA, entre las escuelas de fútbol y clubes profesionales y amateur. Está afiliada a la División Aficionada del Fútbol Colombiano.
De las ligas del fútbol aficionado y de divisiones menores en Colombia es la más antigua, fundada el 12 de octubre de 1924.